# ヴュルツブルク郡
 ヴュルツブルク郡 (ドイツ語: Landkreis Würzburg) はドイツ連邦共和国バイエルン州のウンターフランケン行政管区南部の郡。隣接する郡は、北はマイン＝シュペッサルト郡とシュヴァインフルト郡、東はキッツィンゲン郡とノイシュタット・アン・デア・アイシュ＝バート・ヴィンツハイム郡、南と西はバーデン＝ヴュルテンベルク州のマイン＝タウバー郡である。郡独立市のヴュルツブルクはヴュルツブルク郡に完全に囲まれている。

## 地理
郡域の南東から北西にマイン川が貫いて流れている。マイン川は、100から150mの深さの渓谷を刻んでいる。マイン川の西側は主に広葉樹の森林地域（グラムシャッツの森、イルテンベルクの森、グッテンベルクの森）、東側とヴュルツブルクの南側は肥沃な農耕地域（「オクセンフルター・ガウ」）である。

## 歴史
現在のヴュルツブルク郡の郡域は1800年まで主にヴュルツブルク司教本部領に属し、1803年にバイエルン大公領となった。1804年に「マイン左岸のヴュルツブルク」、「マイン右岸のヴュルツブルク」、オクセンフルト、レッティンゲン地方裁判所、およびヴュルツブルク都市裁判所が設けられた。これらはすべてウンターマイン郡に属した。この郡は1838年以降はウンターフランケン・ウント・アシャッフェンブルク郡（後に単にウンターフランケン郡）と改名された。1840年にレッティンゲン地方裁判所はアムツジッツ・アウプと改名された。
1862年にマイン左岸のヴュルツブルク地方裁判所とマイン右岸のヴュルツブルク地方裁判所からベツィルクスアムト・ヴュルツブルクが、アウプ地方裁判所とオクセンフルト地方裁判所からベツィルクスアムト・オクセンフルトが成立した。ヴュルツブルク市は以前からすでに郡独立市であった。1939年に両ベツィルクスアムトはラントラーツアムトに、これに所属するベツィルクは郡に改名された。
1972年のバイエルン州の市町村改編によりヴュルツブルク郡、オクセンフルト郡、およびマルクトハイデンフェルト郡、カールシュタット郡、キッツィンゲン郡、ゲーロルツホーフェン郡の一部が合併し、ヴュルツブルク郡が成立した。郡庁所在地はヴュルツブルク市のままであった。

## 行政

### 郡長
- 1945年 - 1949年3月2日: ミヒャエル・マイスナー
- 1949年 - 1978年4月30日: フリードリヒ・ヴィルヘルム
- 1978年5月1日 - 1996年4月30日: ゲオルク・シュライアー
- 1996年5月1日 - 2008年4月30日: ヴァルデマール・ツォルン
- 2008年5月1日 - : エーバーハルト・ヌス

### 郡議会
政党別議席数は以下の通り。
| 政党      | 2020 | 2014 | 2008 | 2002 |
| --------- | ---- | ---- | ---- | ---- |
| CSU       | 27   | 30   | 29   | 34   |
| SPD       | 9    | 16   | 17   | 19   |
| UWG-FW    | 11   | 10   | 11   | 7    |
| FDP       | 2    | 1    | 2    | 1    |
| GRÜNE     | 14   | 9    | 7    | 5    |
| ÖDP       | 2    | 2    | 2    | 2    |
| REP       | 0    | 2    | 2    | 2    |
| AfD       | 3    | 0    | 0    | 0    |
| Die Linke | 2    | 0    | 0    | 0    |
| 議席合計  | 70   | 70   | 70   | 70   |

### 紋章
図柄 
 上下二分割。下部はさらに左右に二分割。上部は赤地に3つの銀の三角図形（「フレンキシャー・レーヒェン」）。下部の向かって左は、上下二頭の、ゆったりと歩みこちらを向いた赤い爪の黒い獅子。向かって右は青地に金のユリ。
紋章の歴史 
 1972年の市町村再編時に、旧ヴュルツブルク郡、旧オクセンフルト郡、さらには現在は存在しない旧ゲーロルツホーフェン郡、旧カールシュタット郡、旧マルクトハイデンフェルト郡さらには現在のキッツィンゲン郡の前身からそれぞれ一部が合併してヴュルツブルク郡は成立した。この紋章には、神聖ローマ帝国解体時の1803年に郡域を治めていた主な領主の紋章が採られている。3つの三角図形は、郡域の多くの部分を所有していたヴュルツブルク司教本部の紋章である。アムト・オクセンフルト、アムト・レッティンゲン、アムト・ビュットハルト、アムト・アウプがこれに属していた。この「フレンキシャー・レーヒェン」は旧ヴュルツブルク郡およびオクセンフルト郡の主要なモチーフでもあった。獅子は、リムプルク＝シュペックフェルト伯（1412年からはホーエンローエ＝シュペックフェルト伯）の紋章である。この一門は旧オクセンフルト郡の郡域を領していた。ユリは、やはり郡域の一部を有していたヴュルツブルクの聖ブルカルドゥス教団の紋章である。ユリは旧ヴュルツブルク郡の紋章のモチーフにも用いられていた。現在の紋章は1974年12月19日に承認を得た。

### 姉妹地域
- Mate Yehuda 郡（イスラエル）
- オロモウツ郡（チェコ）

## 経済と社会資本

### 交通
ヴュルツブルクはウンターフランケンの主要都市であり、バイエルンの主要路線の乗換駅として重要である。最初の路線は1854年にバンベルクからシュヴァインフルトに通じたルートヴィヒ・ヴェスト鉄道である。その後、この路線はバイエルン王国鉄道と称する企業によってマイン＝シュペッサルト鉄道としてマイン川沿いにゲミュンデン - アシャッフェンブルクに延長された。
10年後の1864年には、オクセンフルト - アンスバッハ - トロイヒトリンゲン路線が開通した。翌1865年にはニュルンベルクへの直通路線が完成し、1866年にはラウダを経由してシュトゥットガルトへのまでの路線もできた。
20世紀にはいると、3つの国営ローカル線、計43kmの路線が周辺地域を結んだ。
1907年にオクセンフルトからヴァイカースハイムへのガウ鉄道が、1909年にクレーグリンゲンへの支線が設けられた。同じ1909年には、ゼーリゲンシュタット（プロッセルスハイム）からフォルカハへの支線が造られた。
1967年から1974年までの間に以下の3つの路線が廃止された。距離は郡内の営業里程である。
- 1967年: ビーベレーレン - ラインスブロン - クレーグリンゲン 4 km
- 1968年: ゼーリゲンシュタット - ウンターアイゼンハイム - フォルカハ 6 km
- 1974年: オクセンフルト - ビーベレーレン - ヴァイカースハイム 33km

その後、郡内の主要鉄道網は106 kmが残された。
1988年にドイツ鉄道はヴュルツブルク - フルダ間を短縮する路線が設けられた。
ゼーリゲンシュタットとフォルカハとを結ぶ単線のマインシュライフェン鉄道は観光上重要な路線である。
連邦アウトバーンA3号線は、ヴュルツブルク郡を東西に貫いている。ヴュルツブルク・ヴェスト・ジャンクションでA81号線が南に向かって分岐している。A7号線は郡の北東部を貫いている。
A3号線からカールシュタット、アルンシュタインを経由してシュヴァインフルト／ヴェルネック・ジャンクションまでを繋ぐ4車線の連邦道B26nが計画されている。ヴェルネック・ジャンクションからカールシュタットまでは特に緊急性の高い路線であるが、その他の区間も2015年までには実現する計画である。

## 市町村
以下の( )内の単位のない数値は2023年12月31日現在の人口である。
| 市 - アウプ (Aub 1,398) - アイベルシュタット (Eibelstadt 3,135) - オクセンフルト (Ochsenfurt 11,434) - レッティンゲン (Röttingen 1,673) 市場町 - ビュットハルト (Bütthard 1,279) - アイゼンハイム (Eisenheim 1,388) - フリッケンハウゼン・アム・マイン (Frickenhausen a.Main 1,231) - ゲルヒスハイム (Gelchsheim 820) - ギーベルシュタット (Giebelstadt 5,743) - ヘルムシュタット (Helmstadt 2,682) - ヘーヒベルク (Höchberg 9,601) - ノイブルン (Neubrunn 2,332) - ランダースアッカー (Randersacker 3,489) - ライヒェンベルク (Reichenberg 4,228) - レムリンゲン (Remlingen 1,521) - リムパー (Rimpar 7,857) - ゾンマーハウゼン (Sommerhausen 1,957) - ヴィンターハウゼン (Winterhausen 1,433) - ツェル・アム・マイン (Zell a.Main 4,483) 市町村に属さない地区 （55.16 km2、無人である） - グラムシャッツの森 (22.27 km2) - グッテンベルクの森 (18.07 km2) - イルテンベルクの森 (14.82 km2) | 町村 - アルタートハイム (Altertheim 2,046) - ベルクトハイム (Bergtheim 3,890) - ビーベレーレン (Bieberehren 877) - アイジンゲン (Eisingen 3,455) - エアラブルン (Erlabrunn 1,825) - エステンフェルト (Estenfeld 5,458) - ガウケーニヒスホーフェン (Gaukönigshofen 2,611) - ゲルブルン (Gerbrunn 6,640) - ゲーロルツハウゼン (Geroldshausen 1,369) - グロイセンハイム (Greußenheim 1,624) - ギュンタースレーベン (Güntersleben 4,567) - ハウゼン・バイ・ヴュルツブルク (Hausen b.Würzburg 2,535) - ヘットシュタット (Hettstadt 3,599) - ホルツキルヒェン (Holzkirchen 959) - キルヒハイム (Kirchheim 2,301) - キスト (Kist 2,728) - クラインリンダーフェルト (Kleinrinderfeld 2,073) - キュルナッハ (Kürnach 4,916) - ライナッハ (Leinach 3,221) - マルゲーツヘーヒハイム (Margetshöchheim 3,159) - オーバープライヒフェルト (Oberpleichfeld 1,135) - プロッセルスハイム (Prosselsheim 1,177) - リーデンハイム (Riedenheim 715) - ロッテンドルフ (Rottendorf 5,496) - ゾンダーホーフェン (Sonderhofen 879) - タウバーレッタースハイム (Tauberrettersheim 814) - タイルハイム (Theilheim 2,452) - テュンガースハイム (Thüngersheim 2,716) - ユッティンゲン (Uettingen 1,933) - ウンタープライヒフェルト (Unterpleichfeld 3,243) - ファイツヘーヒハイム (Veitshöchheim 9,840) - ヴァルトブルン (Waldbrunn 2,919) - ヴァルトビュッテルブルン (Waldbüttelbrunn 5,065) 行政共同体 - アウプ行政共同体: アウプ、ゲルヒスハイム、ゾンダーホーフェン - ベルクトハイム行政共同体: ベルクトハイム、オーバープライヒフェルト - アイベルシュタット行政共同体: アイベルシュタット、フリッケンハウゼン・アム・マイン、ゾンマーハウゼン、ヴィンターハウゼン - エステンフェルト行政共同体: アイゼンハイム、エステンフェルト、プロッセルスハイム - ギーベルシュタット行政共同体: ビュットハルト、ギーベルシュタット - ヘルムシュタット行政共同体: ヘルムシュタット、レムリンゲン、ホルツキルヒェン、ユッティンゲン - ヘットシュタット行政共同体: グロイセンハイム、ヘットシュタット - キルヒハイム行政共同体: ゲーロルツハウゼン、キルヒハイム - キスト行政共同体: アルタートハイム、キスト - マルゲーツヘーヒハイム行政共同体: エアラブルン、マルゲーツヘーヒハイム - レッティンゲン行政共同体: レッティンゲン、ビーベレーレン、リーデンハイム、タウバーレッタースハイム |

## 引用
1. 1 2  https://www.statistikdaten.bayern.de/genesis/online?operation=result&code=12411-003r&leerzeilen=false&language=de Genesis-Online-Datenbank des Bayerischen Landesamtes für Statistik Tabelle 12411-003r Fortschreibung des Bevölkerungsstandes: Gemeinden, Stichtag (Einwohnerzahlen auf Grundlage des Zensus 2011)
2. ↑  “Wahl des Kreistags - Kommunalwahlen 2020 im Landkreis Würzburg - Gesamtergebnis”. 2021年4月11日閲覧。